# Guarneri

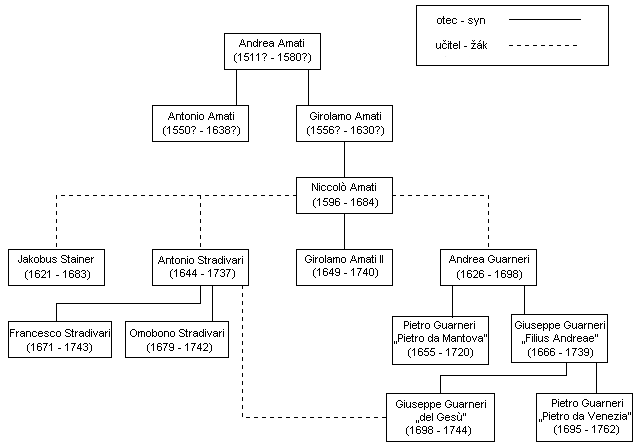
Genealogie rodin Guarneri, Amati a Stradivari

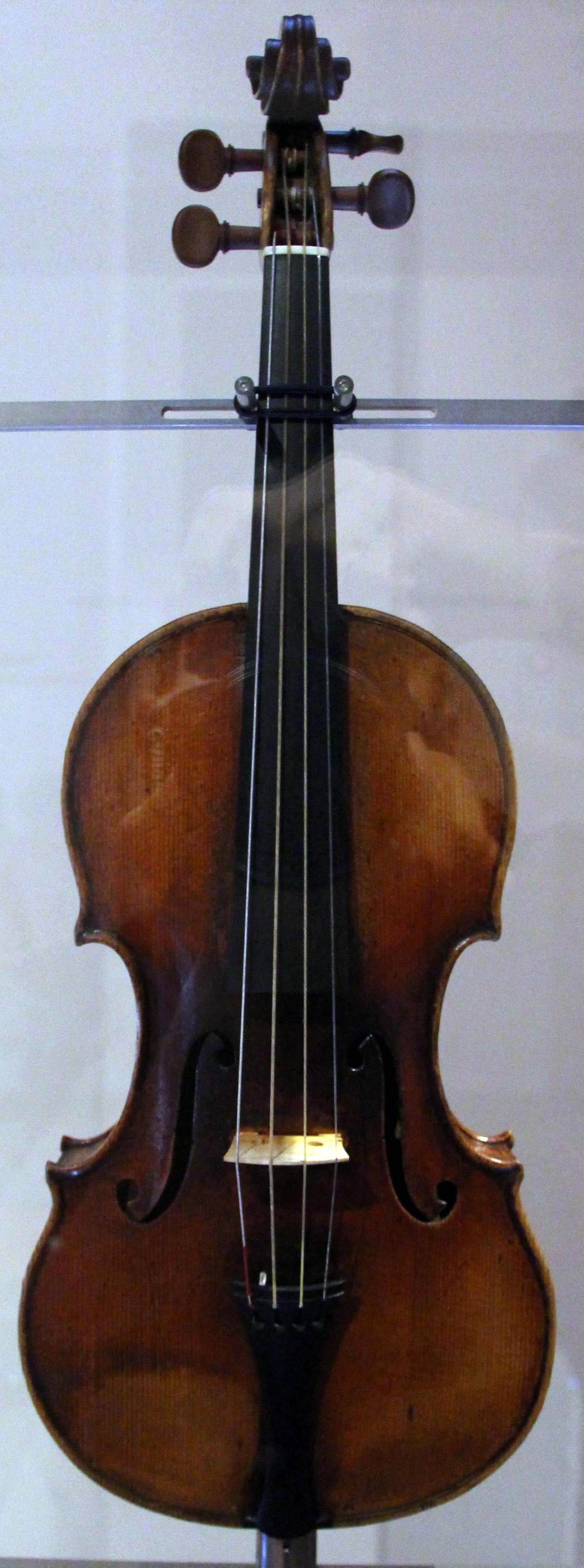
Bartolomeo Giuseppe Guarneri: housle "Il Cannone" z roku 1743, na které hrál Niccolò Paganini

Guarneri je rodina houslových mistrů působících v průběhu 17. a 18. století v italské Cremoně. Kvalita jejich nástrojů je plně srovnatelná s těmi, které vyrobil Antonio Stradivari nebo členové rodiny Amatiů.
- Andrea Guarneri (asi 1626 – 7. prosince 1698) byl v letech 1641 – 1646 žákem Niccola Amatiho a v letech 1650 – 1654 zaměstnancem jeho dílny. Jeho rané nástroje v podstatě kopírovaly Amatiho styl, později se snažil o svá vlastní vylepšení.

Jeho dva synové pokračovali v jeho tradici:
- Pietro Giovanni Guarneri (18. února 1655 – 26. března 1720), známý také jako Pietro da Mantova. Poté, co nabyl zkušenosti u svého otce, otevřel si vlastní dílnu v Mantově. Jeho housle mají lepší zvuk než nástroje jeho otce, ale za svůj život jich vyrobil méně, protože se zároveň živil jako houslista.
- Giuseppe Giovanni Battista Guarneri (25. listopadu 1666 – 1739/1740), známý také jako filius Andreae. Po svém otci zdědil houslařskou dílnu v Cremoně.

Giuseppe Giovanni Battista Guarneri měl dva syny, kteří pokračovali v rodinné tradici:
- Pietro Guarneri (14. dubna 1695 – 7. dubna 1762), známý také jako Pietro da Venezia. Okolo roku 1720 se přestěhoval do Benátek, kde si osvojil tamější postupy výroby houslí.
- Bartolomeo Giuseppe Guarneri (21. srpna 1698 – 17. října 1744), známý také jako del Gesù. Jeho nástroje se velmi liší od rodinné tradice a kvalitou jsou plně srovnatelné s nástroji od Antonia Stradivariho. Na nástroje Giuseppeho Guarneriho hrál mimo jiné Niccolò Paganini nebo Yehudi Menuhin.